# وروت
وروت (به آلمانی: Weroth) یک شهر در آلمان است که در وستروالدکرایس واقع شده‌است. وروت ۶۱۶ نفر جمعیت دارد.